# Peter Boye Johannsen
Peter Boye Johannsen (* 9. Dezember 1666 in Meldorf; † 1. Oktober 1721 in Rendsburg) war ein königlich-dänischer Oberst und Chef des 4. Dänischen Infanterie-Regiments.
Seine Eltern waren der Kirchspielvogt von Meldorf Johann Johannsen und dessen Ehefrau Margarethe Boye.
Er wurde 1685 Fähnrich im Leibregiment der Königin. Im Jahr 1687 wurde er zum Seconde-Lieutenant befördert. 1689 wurde das Regiment an England vermietet, aber das Schiff auf dem die Kompanie von Johannsen nach Irland gebracht werden sollte, wurde von dem französischen Kaperer Jean Bart aufgebracht. Johannsen kam in französische Kriegsgefangenschaft und wurde zunächst nach Abbeville und später nach Chartres gebracht. Es dauerte bis 1691 als in Rotterdam ausgetauscht wurde. Trotzdem diente er 1693 in den Royales Danois unter Ratzau. Erst 1696 kam er nach Dänemark zurück. Am 21. März 1696 erhielt er den Charakter eines Hauptmanns im Leibregiment der Königin, am 8. Juni 1697 wurde er wirklicher Hauptmann. Am 24. Juni 1706 wurde er Major und am 9. Juni 1710 Oberstleutnant. 1711 kommandierte er die Eskorte die das sächsische Bataillon nach Buxtehude. Am 8. Juli 1713 erhielt er den Charakter eines Obersten und wurde Chef des 4. Dänischen Infanterie-Regiments, am 14. November 1716 wurde er wirklicher Oberst. Er starb 1721 in Rendsburg, das Regiment wurde im gleichen Jahr aufgelöst.

## Familie
Er war mit Elisabeth Hedwig Fenninghausen aus Lübeck verheiratet. Das Paar hatte mehrere Kinder:
- Margaretha Hedwig ⚭ N.N. von Bording königlich dänischer Obrist
- Frederick (1712–1783), dänischer Generalmajor, Kommandant von Kopenhagen ⚭ Anna Amalia Wolters (6. Januar 1708 bis 29. November 1790)[1]
- Sophie Hedwig (* 1715) ⚭ Ernst Ulrich Dose (24. November 1750),[2] Etatsrat in Glückstadt